# Artur Grigoryan
Artur Grigoryan (Tashkent, 20 ottobre 1967) è un ex pugile uzbeko, fino al 1991 sovietico.

## Palmarès
Tutte le medaglie sono state conquistate in rappresentanza dell'Unione Sovietica.

### Mondiali dilettanti
- 1 medaglia:
  - 1 argento (Sydney 1991 nei -60 kg)

### Goodwill Games
- 1 medaglia:
  - 1 oro (Seattle 1990 nei -60 kg)